# عبد الكريم السامر
عبد الكريم السامر، كاتب ومؤلف، ولد عام 1959 في العراق. حاصل على بكالوريوس آداب إنجليزي و هو باحث وصحفي وأديب مستقل.

## السيرة الذاتية
ولد الكاتب والمؤلف العراقي عبد الكريم السامر عام 1959 في البصرة، العراق. حاصل على بكالوريوس آداب إنجليزي و دبلوم فني كهرباء هو باحث وصحفي وأديب مستقل. هو رئيس منظمة أزاهير لحقوق الطفل وعضو هيئة رئاسية في المجلس العراقي للسلم والتضامن في البصرة، كما أنه عضو اتحاد الأدباء والكتاب العرب و اتحاد الأدباء والكتاب العراقيين. عمل في المسرح خلال فترة السبعينيات والثمانينات. عمل كمدرب ومحاضر في دورة تدريبية حول مكافحة الإرهاب، و محاضرا ومقررا في مؤتمر مكافحة الإرهاب الأول في البصرة، مدرباً ومحاضرا في دورة تدريبية حول حقوق المرأة والطفل، و مدرباً في دورة تدريبية حول نبذ العنف، و مدرباً في دورة تدريبية حول الحوار والتسامح و محاضرا في ندوات حول المصالحة الوطنية. هو مسؤول مجموعة البصرة لمشروع تنسيق الصحة النفسية العقلية في العراق بالتعاون مع منظمة الصحة الدولية واليونيسيف، و منسق البصرة لشبكة شمس لمراقبة انتخابات مجالس المحافظات 2009.

## أعمال الكاتب[2]

### بحوث[3]
- بحوث في مجال مكافحة الإرهاب
- بحوث في مجال حقوق المرأة والطفل
- بحوث في مجال نبذ العنف
- بحوث في مجال حقوق الإنسان
- مواضيع ولقاءات وتحقيقات صحفية مختلفة

### أعمال الأدبية[3]
- ثلاثية الشجرة ـ مجموعة قصصية صدرت عام 1996
- المهد والهدايا
- ما ينتظره الخوف
- أفضل عشرين شاعر هندي في القرن